# Aldeanueva del Codonal
Aldeanueva del Codonal er en by og kommune i det centrale Spanien i provinsen Segovia. Den har et indbyggertal på 108 (2024) indbyggere.